# ريبيكا روبرتس
ريبيكا روبرتس (بالإنجليزية: Rebecca Roberts)‏ هي صحفية أمريكية، ولدت في 1970 في لوس أنجلوس في الولايات المتحدة.